# ولفوالكرز
ولفوالكرز هو فيلم مغامرات فانتازيا رسوم متحركة لعام 2020 من إخراج توم مور وروس ستيوارت. الفيلم هو المرحلة الثالثة في «ثلاثية الفولكلور الأيرلندي» لمور، بعد أفلامه السابقة سر كيلز (2009) وأغنية البحر (2014). إنتاج مشترك دولي  بقيادة كارتون صالون وMélusine Productions ، عرض الفيلم لأول مرة في 2020 مهرجان تورنتو السينمائي الدولي في 12 سبتمبر  وتم إصداره مسرحيًا في المملكة المتحدة يوم 26 أكتوبر،  في الولايات المتحدة وكندا يوم 13 نوفمبر،  وفي أيرلندا في 2 ديسمبر. تم إصداره رقميًا على Apple TV + في 11 ديسمبر. وقد نال استحسانًا عالميًا واسع النطاق من النقاد، الذين أشادوا بالرسوم المتحركة والعمق العاطفي والعروض والشخصيات.

## أداء صوتي
- هونور كنيافسي بدو روبين جودفيلو صياده مبتدئة وابنة بيل.
- إيفا ويتاكر بدور Mebh Óg MacTíre ، ذئبة مغامرة وابنة مول.
- شون بين بدور بيل جودفيلوي، صياد ووالد روبين.
- سيمون ماكبرني بدور أوليفر كرومويل.
- ماريا دويل كينيدي في دور مول ماكتيير، ذئبة، زعيمة قطيع الذئاب ووالدة ميب.
- تومي تيران بدور سين جي، حطاب يؤمن بوجود الذئاب بعد أن يشفي.
- جون كيني في دور نيد سترينجي
- جون مورتون في دور ستومبي
- بول يونغ في دور مزارع الأغنام
- نورا تومي بدور بريدجيت، رئيسة مدبرة منزل اللورد حامي.
- أوليفر ماكغراث بدور بادريج، فتى شاب في بلدة كيلكيني.
- نيامه مويلز بدور بائعة السمك

## الإنتاج
في 8 سبتمبر 2018، استحوذت شركة أبل على توم مور وروس ستيوارت من أجل والفواكرز ونص من كتابة ويل كولينز. الفيلم عبارة عن مفهوم أصلي تم إنشاؤه بواسطة مور وستيورات، وتستخدم الرسوم المتحركة الخاصة به أسلوبًا فريدًا ثنائي الأبعاد يتناوب بين جمالية الخشب وعمل خط تعبيري فضفاض.

### الموسيقى
قدم المتعاونون الدائمون مع مور، برونو كولايس والمجموعة الشعبية Kíla ، الأغنية الأصلية للفيلم. ساهمت المغنية وكاتبة الأغاني النرويجية أورورا في الموسيقى التصويرية بإصدار جديد من أغنيتها المنفردة «الجري مع الذئاب» التي صدرت بالفعل.

## روابط خارجية
- ولفوالكرز  على قاعدة بيانات الأفلام على الإنترنت (بالإنجليزية).[1]  </img>
- الموقع الرسمي
- الموقع الرسمي
- الموقع الرسمي
 على Apple TV
- «نظرة أولى على Wolfwalkers ، الميزة الجديدة لتوم مور» على Cartoon Brew
- «النظرة الأولى: مقطورة Wolfwalkers هي فرحة مستوحاة من سلتيك» على راديو كريبتون

1. ↑  قاعدة بيانات الفلم (باللغات المتعددة), QID:Q20828898